# Třída Sachsen (F124)
Třída Sachsen (F124) je třída protiletadlových fregat Německého námořnictva. Celkem byly postaveny tři jednotky této třídy, zařazené do služby v letech 2004–2006. Ve službě nahradily torpédoborce třídy Lütjens. Všechny tři jsou stále v aktivní službě.

## Stavba
Vývoj fregat proběhl jako součást společného projektu TFC (Trilateral Frigate Cooperation) s Nizozemskem a Španělskem, přičemž Nizozemsko postavilo vlastní velmi podobnou třídu De Zeven Provinciën a Španělsko třídu Álvaro de Bazán. Stavbu fregat zajistilo konsorcium ThyssenKrupp Marine Systems v loděnicích Blohm + Voss v Hamburku, Howaldtswerke-Deutsche Werft (HDW) v Kielu a Nordseewerke v Emdenu. Celkem byly postaveny tři jednotky této třídy. Do služby byly přijaty v letech 2003–2006. Opce na případnou čtvrtou jednotku Thüringen (F-222) nebyla využita.
Jednotky třídy Sachsen:
| Jméno           | Loděnice             | Založení kýlu | Spuštěna          | Vstup do služby   | Status  |
| --------------- | -------------------- | ------------- | ----------------- | ----------------- | ------- |
| Sachsen (F-219) | Blohm & Voss         | 1. února 1999 | 20. ledna 2001    | 4. listopadu 2004 | aktivní |
| Hamburg (F-220) | HDW                  | 1. září 2000  | 16. srpna 2002    | 13. prosince 2004 | aktivní |
| Hessen (F-221)  | Thyssen Nordseewerke | 14. září 2001 | 26. července 2003 | 21. dubna 2006    | aktivní |

## Konstrukce

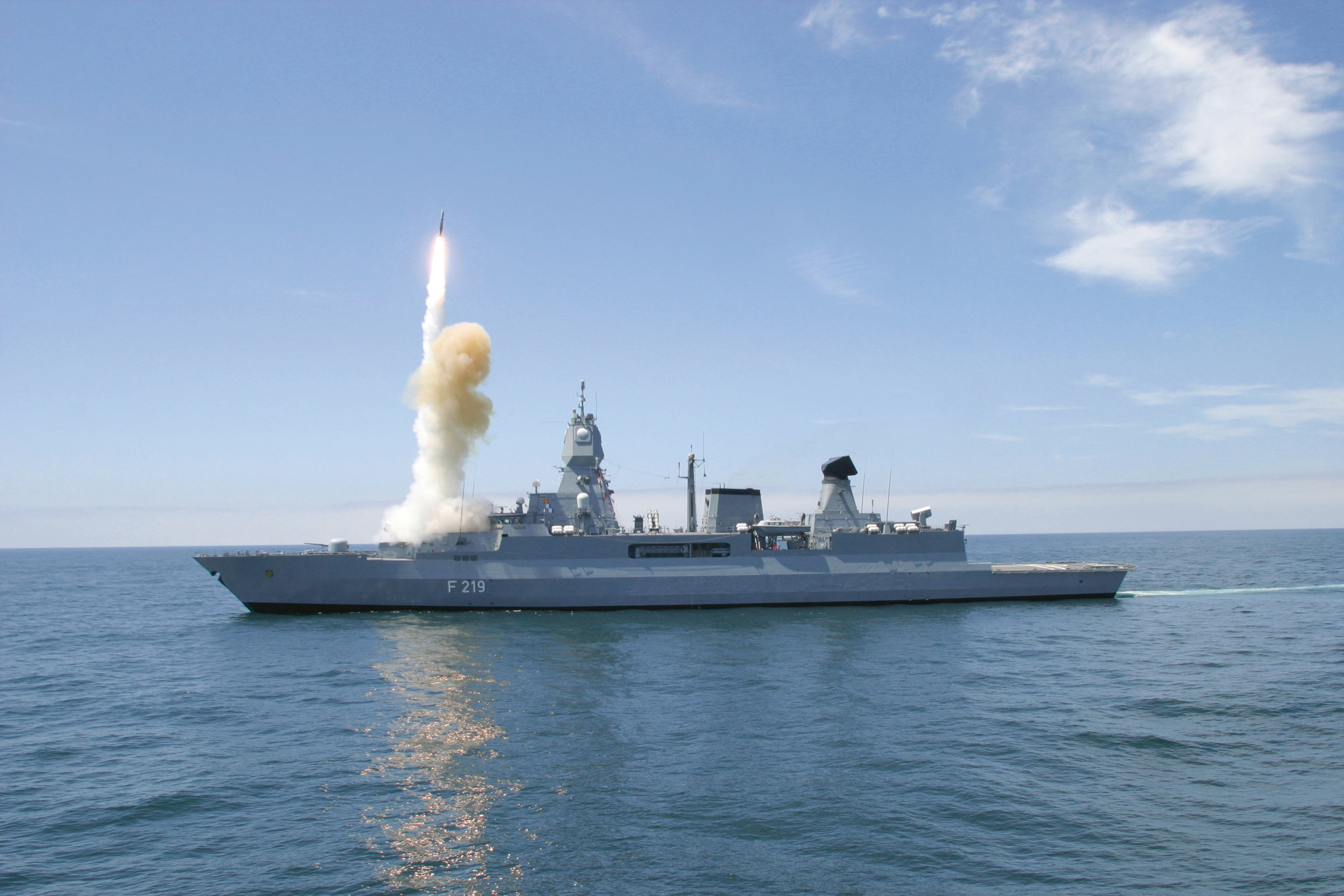
Sachsen vypouští střelu SM-2

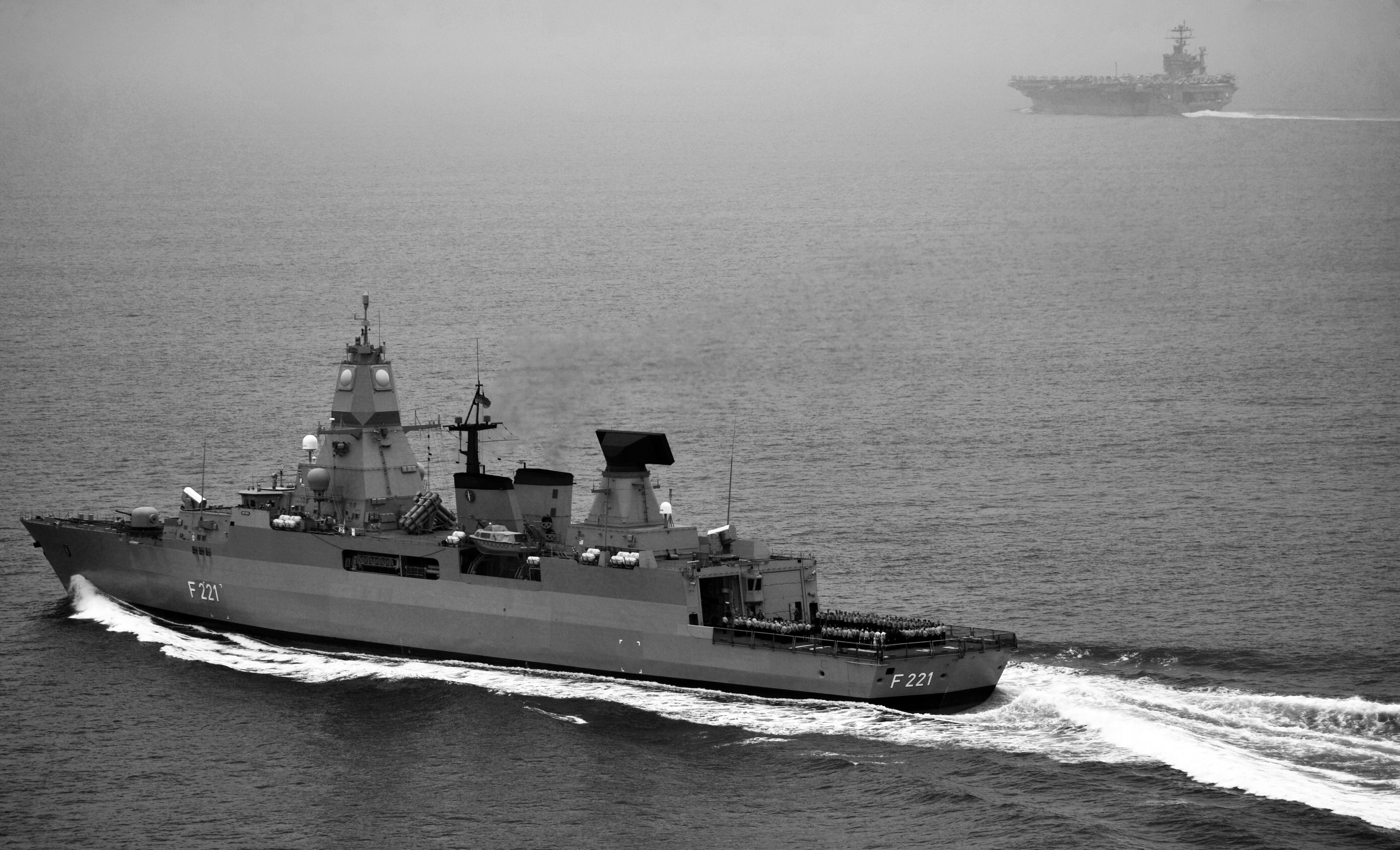
Hessen, v pozadí americká letadlová loď USS Harry S. Truman

Podobně jako třídy Brandenburg lodě používají některé konstrukční prvky série MEKO 200. V designu jsou také uplatněny technologie stealth. Jejich vybavení zahrnuje bojový řídící systém SEWACO-FD, radary Thales Nederland SMART-L, Thales Nederland APAR a STN Atlas 9600-M (2×), elektro-optický systém STN Atlas MSP 500, trupový sonar DSQS-24B, vlečný sonar s měnitelnou hloubkou ponoru ATASS, systém elektronického boje FL-1800S Stage II a čtyři vrhače klamných cílů Mk.36 SRBOC.
V 32 buňkách vertikálního vypouštěcího sila Mk.41 je neseno 24 protiletadlových řízených střel Standard SM-2 a 32 střel RIM-162 ESSM (čtyři v jedné buňce), sloužících především k obraně vůči protilodním střelám. Pro obranu proti protilodním střelám jsou neseny též dva komplety RIM-116 Rolling Airframe Missile (RAM). Fregaty dále nesou osm protilodních střel Boeing Harpoon. Hlavňovou výzbroj představuje jeden 76mm kanón OTO Melara a dva 27mm kanóny Rheinmetall. Dále jsou vybaveny šesti 324mm torpédomety určenými k vypouštění lehkých protiponorkových torpéd Eurotorp MU90 Impact. Na zádi se nachází přistávací plocha a hangár pro dva vrtulníky typu NH90.
Pohonný systém je typu CODAG. Tvoří jej jedna plynová turbína General Electric LM2500 o výkonu 31 960 hp a dva diesely MTU 20V 1163 TB93 o výkonu 20 130 hp, pohánějící dva lodní šrouby. Zdvojená jsou také kormidla. Nejvyšší rychlost dosahuje 29 uzlů. Dosah je 4000 námořních mil při ekonomické rychlosti 18 uzlů (na dieselový pohon).

### Modifikace
Po roce 2010 byly vrhače klamných cílů Mk.36 SRBOC nahrazeny modulárními vrhači klamných cílů Rheinmetall MASS.
Na konci roku 2016 bylo oznámeno, že trojice fregat projde modernizací, která umožní jejich zapojení do protiraketové obrany evropských zemí NATO (European NATO BMD).

## Služba
V únoru 2024 byla fregata Hessen vyslána do Rudého moře, aby se zapojila do nově ustavené evropské operace Aspides. Ta byla reakcí na útoky jemenských Hútíů na civilní námořní dopravu. Dne 26. února 2024 se fregata neúspěšně okusila sestřelit dron dvojicí střel SM-2, které však obě selhaly. Následně se ukázalo, že šlo o americký MQ-9 Reaper, který neměl zapnutý systém Identifikace vlastní–cizí. Později fregata úspěšně sestřelila dva hútíjské drony s použitím 76mm kanónu a systému RAM.